# Sta Op
Sta Op was een Belgische politieke partij.

## Historiek
De partij werd vlak voor de parlementsverkiezingen van 13 juni 2004 opgericht door de syndicalisten (Raf Verbeke uit Gent, Theo Mewis uit Hasselt en Frank Lambrechts uit Lanaken) stonden aan de basis van de partij, samen met vakbondsmilitanten.
Bij de parlementsverkiezingen van 13 juni 2004 kwam de partij op in Limburg en behaalde daar 0,35% van de stemmen.
Enkele van de leden lagen ondertussen aan de basis van het Comité voor een Andere Politiek (CAP) dat op ruimere schaal tegemoetkomt aan de reden waarom de lijst Sta Op werd neergelegd.